# ۱۴۰۰ خیابان اسمیت
۱۴۰۰ خیابان اسمیت (انگلیسی: 1400 Smith Street) آسمان‌خراشی ۵۰ طبقه با کاربری اداری-تجاری در هیوستون، تگزاس است.